# Urë Vajgurore
Urë Vajgurore – miasto w Albanii, w obwodzie Berat. W 2011 roku liczyło 7 232 mieszkańców.